# Delena cancerides
Delena cancerides Walckenaer, 1837 è un ragno appartenente alla famiglia Sparassidae.

## Caratteristiche
Lunghezza 30 mm, raramente di dimensioni maggiori.

## Distribuzione
Si ritrova in Australia (dove nel sud dello Stato è comune) e in Nuova Zelanda, di tale specie si hanno notizie dal 1924.

## Curiosità
Si tratta della specie oggetto in alcuni film come Aracnofobia e in alcuni episodi di Xena.